# Adalbert d'Hespel
Pour les articles homonymes, voir Hespel.
Adalbert Charles Louis Auguste, comte d'Hespel (3 juin 1806, Velaines - 12 mai 1858, Haubourdin), est un homme politique français.

## Biographie
Adalbert-Charles-Louis-Auguste, comte d'Hespel, (Famille d'Hespel) est le fils de Romain-Séraphin-Joseph-Marie, comte d'Hespel, et de Louise-Joseph-Angeline-Omérine de La Croix d'Ogimont,.
Son père Romain (1762-1831), ancien maréchal de camp, inspecteur de la garde nationale, chevalier de Saint-Louis, de la Légion d'honneur, du mérite civil de Saxe, ancien officier au régiment d'Auvergne, et à l'armée du prince de Condé, fait comte héréditaire par lettres patentes du 4 août 1815, a été maire d'Haubourdin de 1813 à 1830,.
Propriétaire à Haubourdin, adjoint au maire de cette commune et nommé chef de bataillon de la garde nationale du canton d'Ennetières en 1831 à 25 ans, il est conseiller d'arrondissement en 1833, et conseiller général du Nord en 1848.  Adalbert professait des opinions conservatrices et des sentiments catholiques, qui lui valurent les voix des monarchistes du département du Nord, aux élections du 13 mai 1849. Le Préfet du Nord le qualifie en 1834 de « légitimiste modéré ».
Il s'illustre comme chef de bataillon de la Garde nationale.
Élu représentant à l'Assemblée législative, il siégea à droite et vota avec la majorité anti-républicaine pour l'expédition de Rome, pour la loi Falloux-Parieu sur l'enseignement, pour la loi restrictive du suffrage universel, etc.
Il ne fit pas partie d'autres assemblées.
Il épouse à Mérignies le 27 septembre 1826 Claire-Marie-Constance de Tenremonde (1804-1881) (famille de Tenremonde). Elle nait à Tournai le 21 juillet 1804, fille de François-Auguste-Ghislain de Tenremonde, chevalier, seigneur de Comproye, officier au régiment de Vintimille, et d'Amour-Désirée-Caroline-Joséphine-Albertine de Dion, vicomtesse de Dam, et elle meurt à Lille le 12 décembre 1881, à l'âge de 77 ans,.
Il est le père d'Octave-Joseph d'Hespel.
Il se rend en 1843 à Londres pour rendre hommage au comte de Chambord.
Il fait partie des députés royalistes arrêtés lors du coup d'État du 2 décembre 1851.
Il meurt le 12 mai 1858, à 51 ans, dans son château d'Haubourdin.

## Armes
Les Hespel ont pour armes :  « Écartelé aux 1 et 4 d'or à 3 fleurs d'ancolies de gueules et d'azur, aux 2 et 3 d'argent au chevron d'azur chargé d'un étaie d'or ».

## Sources
- « Adalbert d'Hespel », dans Adolphe Robert et Gaston Cougny, Dictionnaire des parlementaires français, Edgar Bourloton, 1889-1891 [détail de l’édition]